# Nudaurelia flammeola
Nudaurelia flammeola is een vlinder uit de familie nachtpauwogen (Saturniidae). De wetenschappelijke naam van de soort is voor het eerst geldig gepubliceerd in 2002 door Philippe Darge.

## Type
- holotype: "male, 11.XII.1990. leg. R.J. Murphy"
- instituut: Collectie Philippe Darge, Clénay, Frankrijk
- typelocatie: "Malawi, Misuku Hills, Willindi Forest, 6900 ft"